# Гауденцій
Гауде́нцій, Гауде́нтій (дав.-гр. Γαυδέντιος, лат. Gaudentius) — давньогрецький теоретик музики, автор трактату «Вступ до гармоніки» (Εἰσαγωγὴ ἁρμονική).

## Проблема автора і датування
Фактів біографії Гауденція невідомо. Можливо, ім'я його є римським прізвиськом (лат. gaudere — радіти). Верхня межа датування — VI століття н. е. (Гауденція згадує Кассіодор у своїх «Основах», він також запозичує деякі особливості наукових трактувань Гауденція). Нижня межа датування — II ст. н. е. — встановлюється досить приблизно, за схожістю викладеного в трактаті вчення з гармоніками Клеоніда і Нікомаха. Непрямим свідченням пізнього (елліністичного) датування трактату може служити згадка Гауденцієм того факту, що в його дні музиканти користуються тільки діатонікою, тоді як хроматика і енармоніка залишились у минулому. Т. Матісен (втім, без особливих на те підстав) датує Гармоніку Гауденція III—IV ст.

## Трактат
Своєрідність трактату Гауденція в тому, що він змішує аристоксенівську і піфагорійську лінії розвитку науки про музику в межах одного підручника. Піфагорійськими є (часткові) розрахунки монохорда в діатонічному і напруженому хроматичному родах, типова розповідь про винахід Піфагором чисел для основних музичних консонансів. Однак Гауденцій зараховує до консонансів (подібно до Птолемея) і ундециму (кварту з октавою), що йде прямо врозріз з піфагорійською наукою.
За Аристоксеном він дає визначення звуку, інтервалу і описує (в загальних словах) адитивний поділ октави і півтону. Однак, усупереч аристоксенівській традиції, Гауденцій включає в свій підручник глави про нотацію, а також точно описує ліму і апотому.
Ще одна особливість учення Гауденція — класифікація дитону і тритону як «парафонов» — інтервалів, що займають проміжне положення між консонансом і дисонансом. Це твердження унікальне для античної музичної науки.